# 华亥
华亥（？—？），子姓，华氏，名亥，宋国右师。
前536年，宋平公宠信寺人柳，太子佐讨厌寺人柳。华合比向太子表示要杀寺人柳。寺人柳知到了，就挖坑、杀牲口、把盟书放在牲口上埋起来。再对宋平公报告：“合比准备将逃亡在外的人召回来，已经在北边外城结盟了。”宋平公派人调查，果然有这回事，就驱逐华合比。华合比逃到卫国。华亥想取代华合比担任的右师，就为寺人柳作伪证：“这件事我也早已听到。”宋平公让他代替了华合比为右师。前533年春，鲁国叔弓、宋国华亥、郑国游吉、卫国赵黡在陈国会见楚灵王。 前531年秋季，鲁国季孙意如、晋国韩起、齐国国弱、宋国华亥、卫国北宫佗、郑国罕虎、曹国人、杞国人在厥慭会见，为了商量救援被楚灵王侵略的蔡国。
前522年，宋国华亥、向宁作乱。宋元公不讲信用、私心很多，又讨厌华氏和向氏。华定、华亥和向宁策划说：“逃亡比死强，先下手吗？”华亥假装有病，以引诱公子们，凡是公子去探病，就扣押起来。前522年夏季六月初九，公子寅、公子御戎、公子朱、公子固、公孙援、公孙丁被杀，向胜、向行被囚禁在谷仓里。宋元公去华氏那里请求和解，华氏不答应，反而趁机劫持了宋元公。六月十六日，华氏将太子栾和母弟辰、公子地作为人质，宋元公则将华亥的儿子华无慼、向宁的儿子向罗、华定的儿子华启作为人质，与华氏结盟。
华亥和他的妻子一定要盥洗干净，伺候作为人质的三位公子吃完饭以后才吃饭。宋元公和夫人每天一定到华氏那里，让公子们吃完以后才回去。华亥担心这种情况，想要让公子们回去。向宁说：“正因为国君没有信用，所以把他的儿子们作为人质。如果又让他们回去，我们离死就不远了。”宋元公向大司马华费遂请求，准备攻打华氏。华费遂回答说：“下臣不敢爱惜一死，但这样恐怕是想要除掉忧虑反而滋长忧虑吧！下臣因此害怕，怎敢不听命令？”宋元公说：“孩子们死了是命中注定，我不能忍受让他们受耻辱。”冬季十月，宋元公杀了华氏、向氏的人质而攻打这两家。十月十三日，华亥、向宁逃亡到陈国，华登逃亡到吴国。向宁想要杀死太子，华亥说：“触犯了国君而出逃，又杀死他的儿子，还有谁接纳我们？而且放他们回去有功劳。”华亥派庶兄少司寇华牼带着公子们回去，说：“您的年岁大了，不能再事奉别人。用三个公子作为证明，一定可以免罪。”公子们进入国都，宋元公说知道华牼没罪，恢复了他的官职。
前521年华费遂的儿子華貙做少司马、华多僚做御士，华多僚与华䝙不和，多次向宋元公诬陷华貙打算接纳逃亡的人。华䝙杀了华多僚，劫持了华费遂叛变，召集逃亡的人。五月二十日，华氏、向氏（华亥、向宁、华定）从陈国回到宋国南里以叛。楚国派薳越、吴国派公子苦雂、偃州员率军支持华氏，晋国派荀吴、齐国派乌枝鸣、苑何忌、卫国派公子朝率军支持宋元公。在宋国作战。宋军、齐军把华氏打得大败，包围南里，华亥拍着胸脯大喊，进见华貙，说：“我们成了晋国的栾氏了。”华貙说：“您不要吓唬我，碰上倒霉才会死呢。”前520年二月廿一日，华氏失败，在楚平王的保全下，宋国释放华亥、向宁、华定、华貙、华登、皇奄伤、省臧、士平逃亡楚国。